# Диенбиенфу
Диенбиенфу или Диен Биен Фу (на виетнамски: Điện Biên Phủ) е град в Северозападен Виетнам, столица на провинция Диен Биен, известен със едноименната битка по време на войната с Франция (Първата Индокитайска война), когато регионът е житницата на Виетмин и е подложен на решаваща обсада.
Населението му е 46 362 души (по данни от 2009 г.). Обявен за град през 1992 г.
През 1950-те става известен освен с прочутия си трафик на опиум (за около 0,5 млн. фр. франка годишно), но и с голямото сражение, довело до сериозни промени в световната геополитика. По онова време е важен източник на доставки на ориз за Виетмин.
Французите укрепват района на града, където са обсадени в продължение на 57 дни от 13 март до 7 май 1954 г. Френските войски (начело с бригаден генерал де Кастри) имат 14,5 хиляди души, а виетнамските войски (на Во Нгуен Зиап) ги обсаждат
с 50 хил. войници и офицери, разделени на 17 пехотни батальона, танков батальон, артилерийски, сапьорни и авиационни части. Виетнамците наричат своята победа „Виетнамски Сталинград“. Французите капитулират, а Франция е принудена да започне преговори за мирен договор.
Падането на града довежда до поражение на Франция във войната и провеждане на международна конференция в Женева (с участието на САЩ, Великобритания и СССР), завършила с договори, включително за разделяне на страната на Северен и Южен Виетнам и положила началото на процеса на деколонизация на Индокитай.
Страхът на Запада от експанзия на комунизма в Югоизточна Азия, наречен теория на доминото от Дуайт Айзенхауер по време на обсадата и изтеглянето на французите от Лаос, Камбоджа и Виетнам, е фактор, довел до прякото въвличане на американците във Виетнамска война.